# Guangzhou Open 2024 - Doppio
Il doppio femminile del torneo di tennis professionistico Guangzhou Open 2024, facente parte della categoria WTA 250 nell'ambito del WTA Tour 2024, si è giocato dal 21 al 27 ottobre 2024 a Guangzhou, in Cina.
In finale Kateřina Siniaková e Zhang Shuai hanno sconfitto Katarzyna Piter e Fanny Stollár con il punteggio di 6-4, 6-1. É il ventottesimo titolo in carriera per Siniaková e il quinto della stagione, mentre è il quattordicesimo titolo in carriera per Zhang e il primo stagionale.
Guo Hanyu e Jiang Xinyu erano le campionesse in carica, ma Guo ha scelto di non prendere parte a questa edizione del torneo, mentre Jiang ha scelto di partecipare nel concomitante torneo di Tokyo.

## Teste di serie
1. Kateřina Siniaková /  Zhang Shuai (Campionesse)
2. Aldila Sutjiadi /  Xu Yifan (ritirate)

1. Ulrikke Eikeri /  Makoto Ninomiya (quarti di finale)
2. Tímea Babos /  Harriet Dart (primo turno)

## Wildcard
1. Liu Leyi /  Ni Ma Zhuoma (primo turno)

1. Feng Shuo /  Yang Zhaoxuan (quarti di finale)

## Alternate
1. Margarita Betova /  Elena Pridankina (primo turno)
2. Jana Fett /  Jessika Ponchet (quarti di finale)

1. Ella Seidel /  Kathinka von Deichmann (primo turno)

## Tabellone

### Legenda
| - Q = Qualificato - WC = Wild card - LL = Lucky loser | - ALT = Alternate - SE = Special Exempt - PR = Protected Ranking | - w/o = Walkover - r = Ritirato - d = Squalificato |

|  | Primo turno | Primo turno              | Primo turno             | Primo turno | Primo turno |  |  | Quarti di finale | Quarti di finale      | Quarti di finale    | Quarti di finale      | Quarti di finale      |   |   | Semifinali | Semifinali                     | Semifinali                     | Semifinali                    | Semifinali                    |   |   | Finale | Finale | Finale | Finale | Finale |  |
|  |             |                          |                         |             |             |  |  |                  |                       |                     |                       |                       |   |   |            |                                |                                |                               |                               |   |   |        |        |        |        |        |  |
|  | 1           | K Siniaková S Zhang      | K Siniaková S Zhang     | 6           | 6           |  |  |                  |                       |                     |                       |                       |   |   |            |                                |                                |                               |                               |   |   |        |        |        |        |        |  |
|  | WC          | L Liu Z Ni Ma            | L Liu Z Ni Ma           | 0           | 1           |  |  | 1                | K Siniaková S Zhang   | K Siniaková S Zhang | 6                     | 6                     |   |   |            |                                |                                |                               |                               |   |   |        |        |        |        |        |  |
|  | WC          | S Feng Z Yang            | S Feng Z Yang           | 6           | 6           |  |  | WC               | S Feng Z Yang         | S Feng Z Yang       | 1                     | 2                     |   |   |            |                                |                                |                               |                               |   |   |        |        |        |        |        |  |
|  | Alt         | M Betova E Pridankina    | M Betova E Pridankina   | 0           | 4           |  |  |                  |                       |                     |                       |                       |   |   | 1          | K Siniaková S Zhang            | K Siniaková S Zhang            | 6                             | 6                             |   |   |        |        |        |        |        |  |
|  | 4           | T Babos H Dart           | 3                       | 7           | [5]         |  |  |                  |                       |                     | A Bondár K Zimmermann | A Bondár K Zimmermann | 3 | 1 |            |                                |                                |                               |                               |   |   |        |        |        |        |        |  |
|  |             | A Bondár K Zimmermann    | 6                       | 65          | [10]        |  |  |                  | A Bondár K Zimmermann | 6                   | 5                     | [11]                  |   |   |            |                                |                                |                               |                               |   |   |        |        |        |        |        |  |
|  |             | A Moratelli A Sisková    | A Moratelli A Sisková   | 6           | 7           |  |  |                  | A Moratelli A Sisková | 3                   | 7                     | [9]                   |   |   |            |                                |                                |                               |                               |   |   |        |        |        |        |        |  |
|  |             | S Murray Sharan E Silva  | S Murray Sharan E Silva | 1           | 63          |  |  |                  |                       |                     |                       |                       |   |   | 1          | Kateřina Siniaková Zhang Shuai | Kateřina Siniaková Zhang Shuai | 6                             | 6                             |   |   |        |        |        |        |        |  |
|  |             | L Bronzetti V Golubic    | L Bronzetti V Golubic   | 4           | 4           |  |  |                  |                       |                     |                       |                       |   |   |            |                                |                                | Katarzyna Piter Fanny Stollár | Katarzyna Piter Fanny Stollár | 4 | 1 |        |        |        |        |        |  |
|  |             | E Appleton Q Tang        | E Appleton Q Tang       | 6           | 6           |  |  |                  | E Appleton Q Tang     | 1                   | 6                     | [10]                  |   |   |            |                                |                                |                               |                               |   |   |        |        |        |        |        |  |
|  |             | Y Cavallé Reimers A Rus  | Y Cavallé Reimers A Rus | 3           | 64          |  |  | 3                | U Eikeri M Ninomiya   | 6                   | 3                     | [4]                   |   |   |            |                                |                                |                               |                               |   |   |        |        |        |        |        |  |
|  | 3           | U Eikeri M Ninomiya      | U Eikeri M Ninomiya     | 6           | 7           |  |  |                  |                       |                     |                       |                       |   |   |            | E Appleton Q Tang              | E Appleton Q Tang              | 5                             | 3                             |   |   |        |        |        |        |        |  |
|  | Alt         | J Fett J Ponchet         | J Fett J Ponchet        | 7           | 6           |  |  |                  |                       |                     | K Piter F Stollár     | K Piter F Stollár     | 7 | 6 |            |                                |                                |                               |                               |   |   |        |        |        |        |        |  |
|  |             | A Dețiuc S Santamaria    | A Dețiuc S Santamaria   | 5           | 4           |  |  | Alt              | J Fett J Ponchet      | J Fett J Ponchet    | 63                    | 2                     |   |   |            |                                |                                |                               |                               |   |   |        |        |        |        |        |  |
|  |             | K Piter F Stollár        | 6                       | 3           | [10]        |  |  |                  | K Piter F Stollár     | K Piter F Stollár   | 7                     | 6                     |   |   |            |                                |                                |                               |                               |   |   |        |        |        |        |        |  |
|  | Alt         | E Seidel K von Deichmann | 2                       | 6           | [5]         |  |  |                  |                       |                     |                       |                       |   |   |            |                                |                                |                               |                               |   |   |        |        |        |        |        |  |